# Лі Пхіль Мо
Лі Пхіль Мо (кор. 이필모) — південнокорейський актор.

## Біографія
Лі Пхіль Мо народився 26 червня 1974 року в столиці Республіки Корея місті Сеул. Свою акторську кар'єру розпочав у 1999 році з виконання другорядної ролі в фільмі «Свірі». У 2004 році актор дебютував на телебаченні зігравши другорядну роль у телесеріалі. Першу акторську нагороду Пхіль Мо принесла роль у серіалі «Невістки», в якому він зіграв молодшого брата головної героїні. Підвищеню популярності актора сприяла одна з головних ролей у популярному серіалі вихідного дня «Мої надто ідеальні сини». У лютому 2019 року на телеканалі SBS вийшов новий серіал в якому знімався Пхіль Мо.

### Особисте життя
У кінці грудня 2018 року агенти актора оголосили що Пхіль Мо одружується на тридцятирічній Со Су Йон, з якою він познайомився на зйомках шоу «Смак кохання». Весілля відбулося 9 лютого 2019 року, а вже 14 серпня того ж року в подружжя народився син.

## Фільмографія

### Телевізійні серіали
| Рік  | Назва                                           | Роль                                  | Мережа |
| ---- | ----------------------------------------------- | ------------------------------------- | ------ |
| 2004 | «Невістки та зяті»                              | Чхе Син У                             | KBS2   |
| 2004 | «Кохання… Сходи на схилах»                      | Ан Сон У                              | MBC    |
| 2005 | «Всі разом Ча, Ча, Ча» (міська драма)           | Лі Дон Чжун                           | KBS2   |
| 2005 | «Вперед, вперед, весільна ніч» (міська драма)   | Кан Бон Су                            | KBS2   |
| 2006 | «Інші смаки»                                    | Со Юн Чжін                            | MBC    |
| 2006 | «Король упертості»                              | лікар                                 | SBS    |
| 2006 | «Шокуючий шлюб» (міська драма)                  | Чан Хьок                              | KBS2   |
| 2006 | «108 чоловіків, яких я зустріла» (міська драма) | Сан Чін У                             | KBS2   |
| 2006 | «Як потік ріки»                                 | Пак Чон Те                            | KBS1   |
| 2006 | «Тут приходить тітонька»                        | Шим У чхан                            | KBS2   |
| 2007 | «Невістки»                                      | Чо Ін У                               | KBS2   |
| 2008 | «Ти моя доля»                                   | Кім Те Йон                            | KBS1   |
| 2009 | «Мої надто ідеальні сини»                       | Сон Де Пун                            | KBS2   |
| 2010 | «Жінка, яка все ще хоче заміж»                  | Юн Сан У                              | MBC    |
| 2010 | «Кім Суро, Залізний король»                     | Сок Таль Хе                           | MBC    |
| 2011 | «Я вірю в кохання»                              | Кім У Чжін                            | KBS2   |
| 2011 | «Янгол охоронець Кім Йонгу» (спеціальна драма)  | Кім Йон У                             | KBS2   |
| 2011 | «Світло та тіні»                                | Чха Су Хьок                           | MBC    |
| 2014 | «Аварійна пара»                                 | Гук Чхон Су                           | tvN    |
| 2014 | «Піноккіо»                                      | Хван Гьо Дон                          | SBS    |
| 2015 | «Моє серце тріпоче»                             | Чан Сун Чхуль                         | SBS    |
| 2015 | «Хто ти: Школа 2015»                            | Кім Чун Сок                           | KBS2   |
| 2015 | «Туз»                                           | Га Хьон У                             | SBS    |
| 2016 | «Щасливий дім»                                  | Ю Хьон Кі                             | MBC    |
| 2016 | «Інша міс О»                                    | батько Пак До Кьона (камео, 10 серія) | tvN    |
| 2019 | «Хечхі»                                         | Хан Чон Сок                           | SBS    |
| 2020 | «Ще раз»                                        | Лі Хьон (спеціальна поява)            | KBS2   |
| 2021 | «Любов короля»                                  | Хєджон                                |        |
| 2022 | «Робота потім. Зараз пий!» (вебсеріал)          | батько Хан Чі Йон (2 сезон)           | TVING  |
| 2023 | «Поєднанні долею»                               |                                       | JTBC   |

### Фільми
| Рік  | Назва                | Роль                                |
| ---- | -------------------- | ----------------------------------- |
| 1999 | «Свірі»              | північнокорейський спецпризначенець |
| 2003 | «Аріран»             | Юн Хьон Гу                          |
| 2004 | «Танок з вітром»     | вродливий чоловік                   |
| 2010 | «Тато — леді»        | Мін Кю                              |
| 2011 | «Секрети, об'єкти»   | дублікатор / бездомний              |
| 2013 | «Супермен Кан Босан» | Кан Бо Сан                          |

## Нагороди
| Рік  | Нагорода                                        | Категорія                                                | Робота                               | Результат | Прим.  |
| ---- | ----------------------------------------------- | -------------------------------------------------------- | ------------------------------------ | --------- | ------ |
| 2007 | 21-а Премія KBS драма                           | Кращий актор другого плану                               | «Невістки»                           | Перемога  | [ 7 ]  |
| 2007 | 21-а Премія KBS драма                           | Кращий новий актор                                       | «Невістки», «Тут приходить тітонька» | Номінація | [ 7 ]  |
| 2008 | 22-га Премія KBS драма                          | Нагорода за майстерність (актор щоденної драми)          | «Ти моя доля»                        | Перемога  | [ 8 ]  |
| 2009 | 7-й Фестиваль корейського візуального мистецтва | Нагорода за фотогенічність (категорія актор телебачення) | «Мої надто ідеальні сини»            | Перемога  |        |
| 2009 | 23-тя Премія KBS драма                          | Нагорода за майстерність (актор серіалу)                 | «Мої надто ідеальні сини»            | Номінація | [ 9 ]  |
| 2009 | 23-тя Премія KBS драма                          | Краща пара разом з Ю Сон                                 | «Мої надто ідеальні сини»            | Перемога  | [ 9 ]  |
| 2012 | 31-ша Премія MBC драма                          | Нагорода за майстерність (актор спеціальної драми)       | «Світло та тіні»                     | Номінація |        |
| 2016 | 5-та Премія «Зірок МААТР»                       | Нагорода за майстерність (актор серіалу)                 | «Щасливий дім»                       | Перемога  | [ 10 ] |